# Boulevard Saint-Aignan
Le boulevard Saint-Aignan est une voie de la ville de Nantes (Loire-Atlantique), en France.

## Situation et accès
Située dans les quartiers Dervallières - Zola (pour sa partie nord) et Bellevue - Chantenay - Sainte-Anne (dans sa partie sud, au-delà des boulevards Salvador-Allende et Benoit-Frachon), cette artère rectiligne, longue d'à peu près 1 km, relie la place Général-Mellinet, dans le prolongement du boulevard Paul-Langevin, à la rue Claude-Guillon-Verne. Dans sa parie sud, il traverse la place Charles-Lechat.

## Origine du nom
Il rend mémoire de Louis Rousseau de Saint-Aignan qui fut maire de Nantes de 1816 à 1819.

## Historique
Édouard Pied nous indique que la terre de Launay-Godetière fut rachetée à la famille Bertrand de Saint-Pern, par les frères Allard et Michel Vauloup (ou Vanloop), qui rasèrent en 1826 le château situé alors à l'emplacement de la place Mellinet. Des artères rayonnant autour de celle-ci furent tracées. Le « boulevard Saint-Aignan » qui remplaça l'ancienne « avenue des Marronniers » qui conduisait au pavillon de Launay, avant la transformation de ce quartier, ne sera ouverte à la circulation qu'en 1881.
Son nom actuel lui est attribué le 27 octobre 1837. 

## Bâtiments remarquables et lieux de mémoire

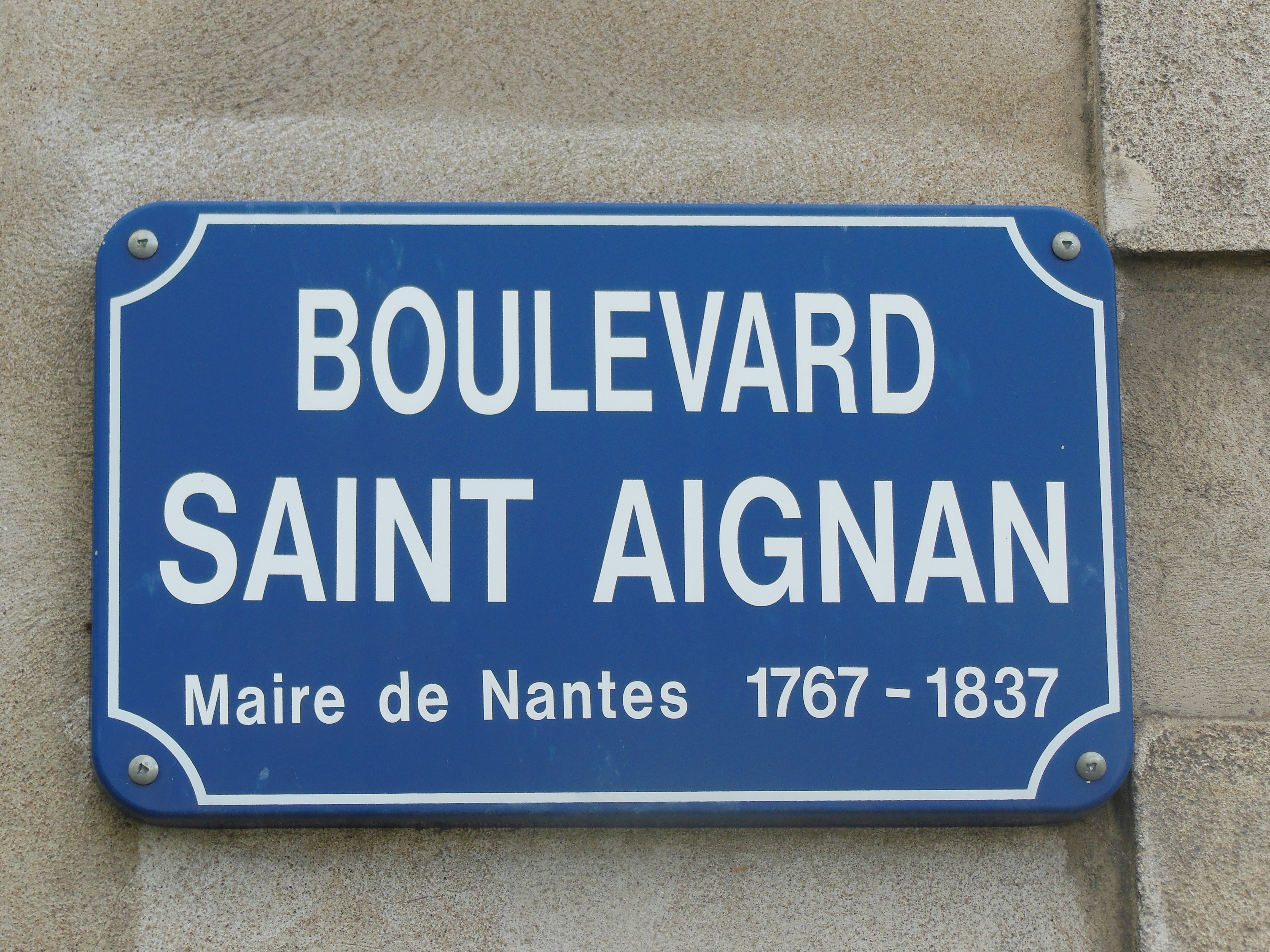
Panneau